# Aan de Zoom (tramhalte)
Aan de Zoom is een tramhalte van de Amsterdamse tram, aan de Uithoornlijn, in de wijk Legmeer in Uithoorn. De halte is geopend op 20 juli 2024, een dag later begon de reguliere dienstregeling van tramlijn 25 (Amsteltram). De halte is vernoemd naar de gelijknamige straat Aan de Zoom. 
De halte heeft twee zijperrons en is een van de drie haltes die met het doortrekken van de lijn naar Uithoorn Centrum in juli 2024 werd toegevoegd aan lijn 25.

## Geschiedenis
De halte ligt op het tracé van de in 1915 geopende Spoorlijn Bovenkerk - Uithoorn van de Haarlemmermeerlijnen. Deze lijn werd in 1950 voor reizigers en 1972 voor goederenvervoer gesloten, maar bleef tot 1981 in gebruik voor de aanbouw en uitwisseling van materieel met de Schiphollijn, daarna werd het spoor opgebroken. Ter herinnering aan de spoorlijn werden een aantal straten in de wijk vernoemd naar oude spoorwegtermen zoals Langs de Baan en Aan het Spoor en aan plaatsaanduidingen zoals In het Midden, In het Rond en Aan de Zoom, waarna de halte is vernoemd, in een wijk waar vrijwel alle andere straten naar planten, vogels of zoogdieren zijn vernoemd.
In de plannen voor de vernieuwde Uithoornlijn is een verlenging met 3 haltes naar Uithoorn besproken. De bouw begon in 2020 en op 20 juli 2024 werd de halte feestelijk geopend, een dag later begon de reguliere dienstregeling.

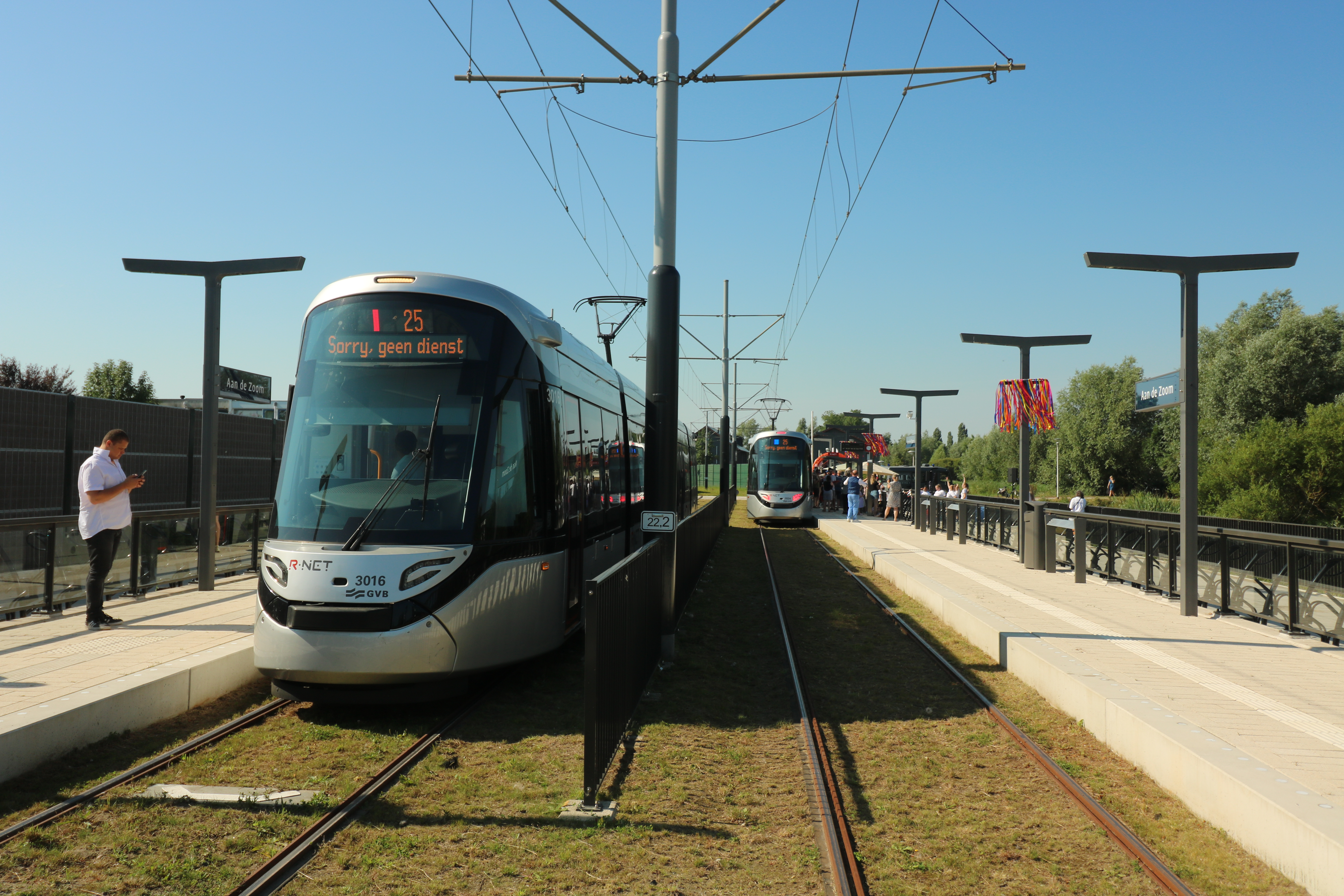
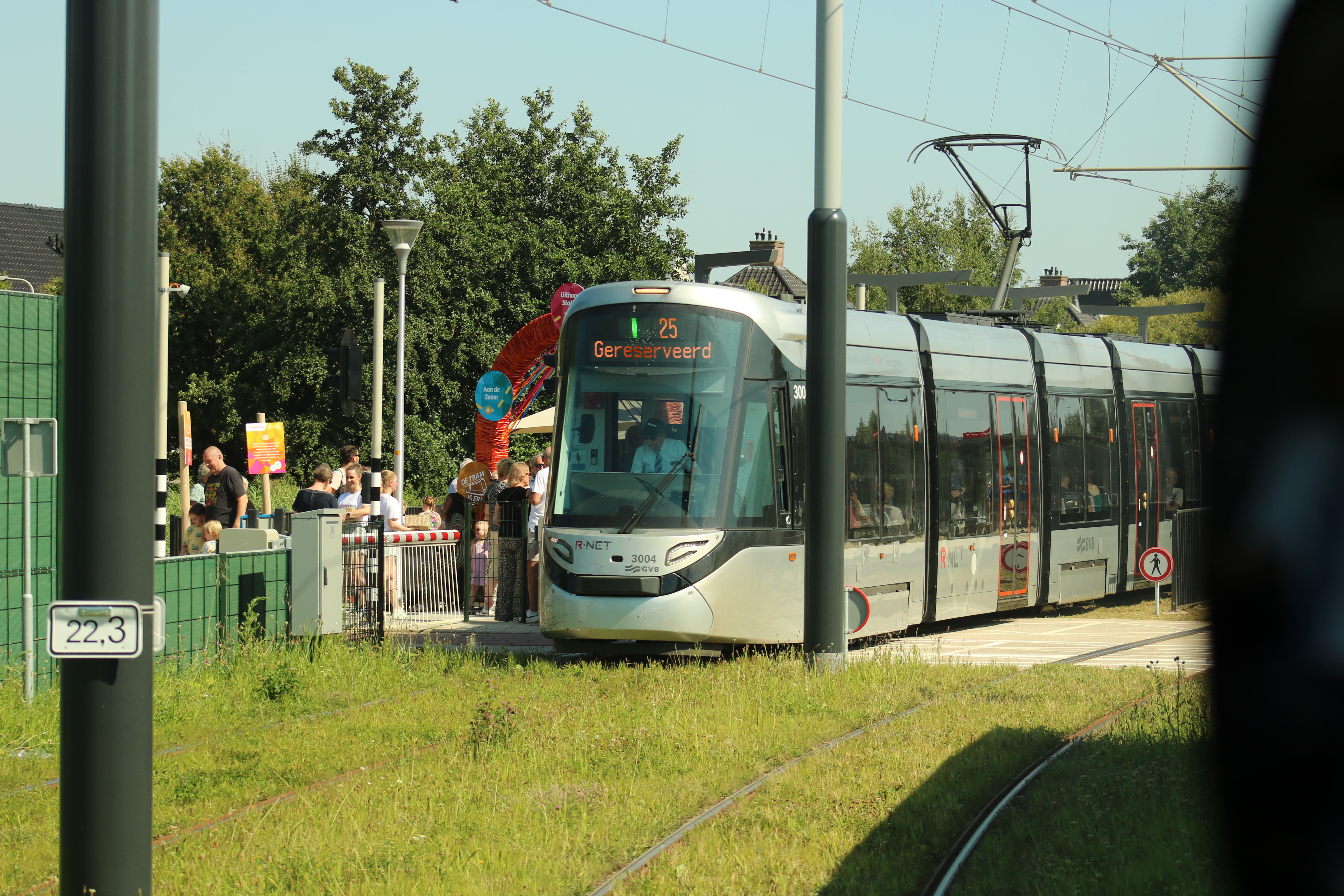
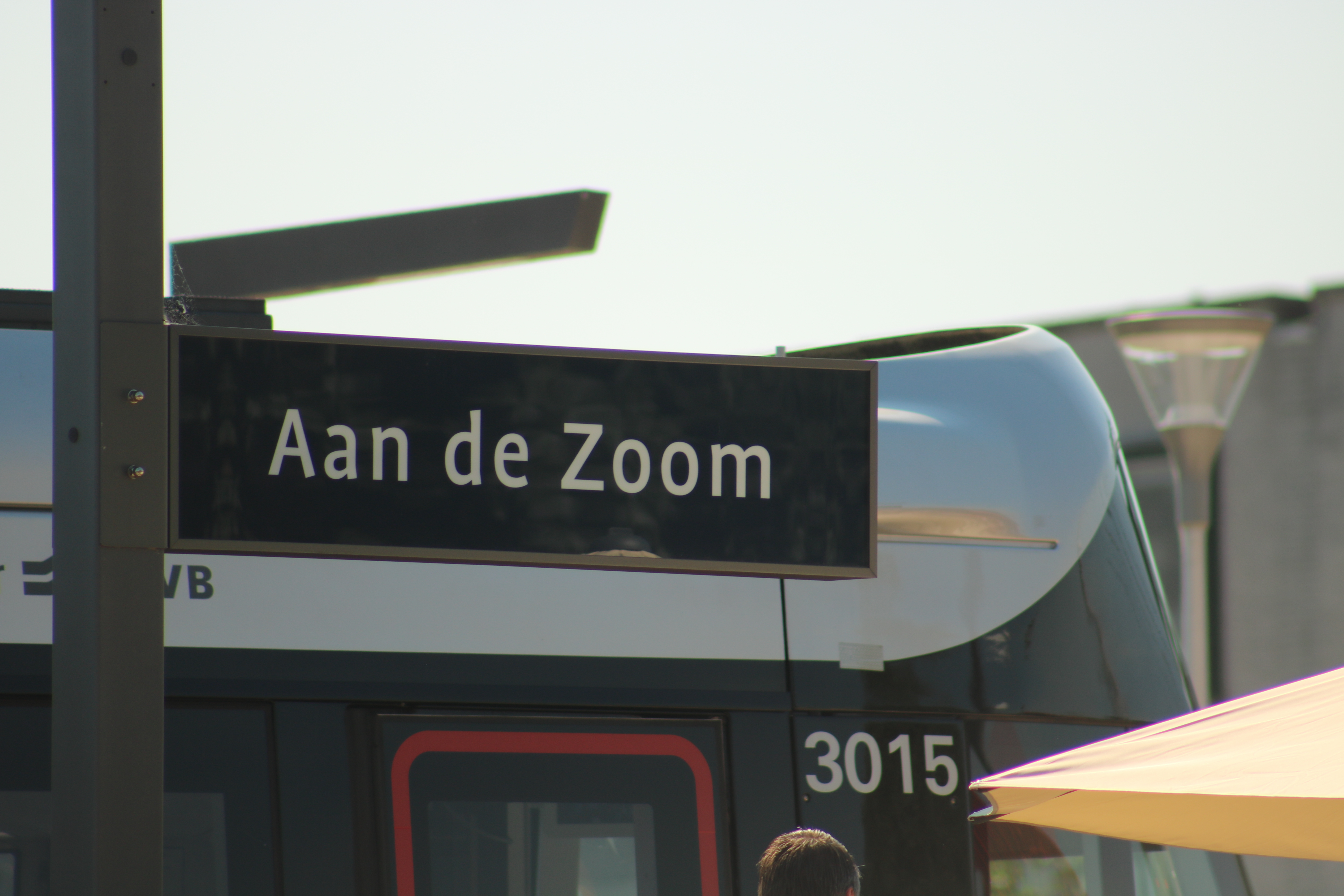